# Sleepas

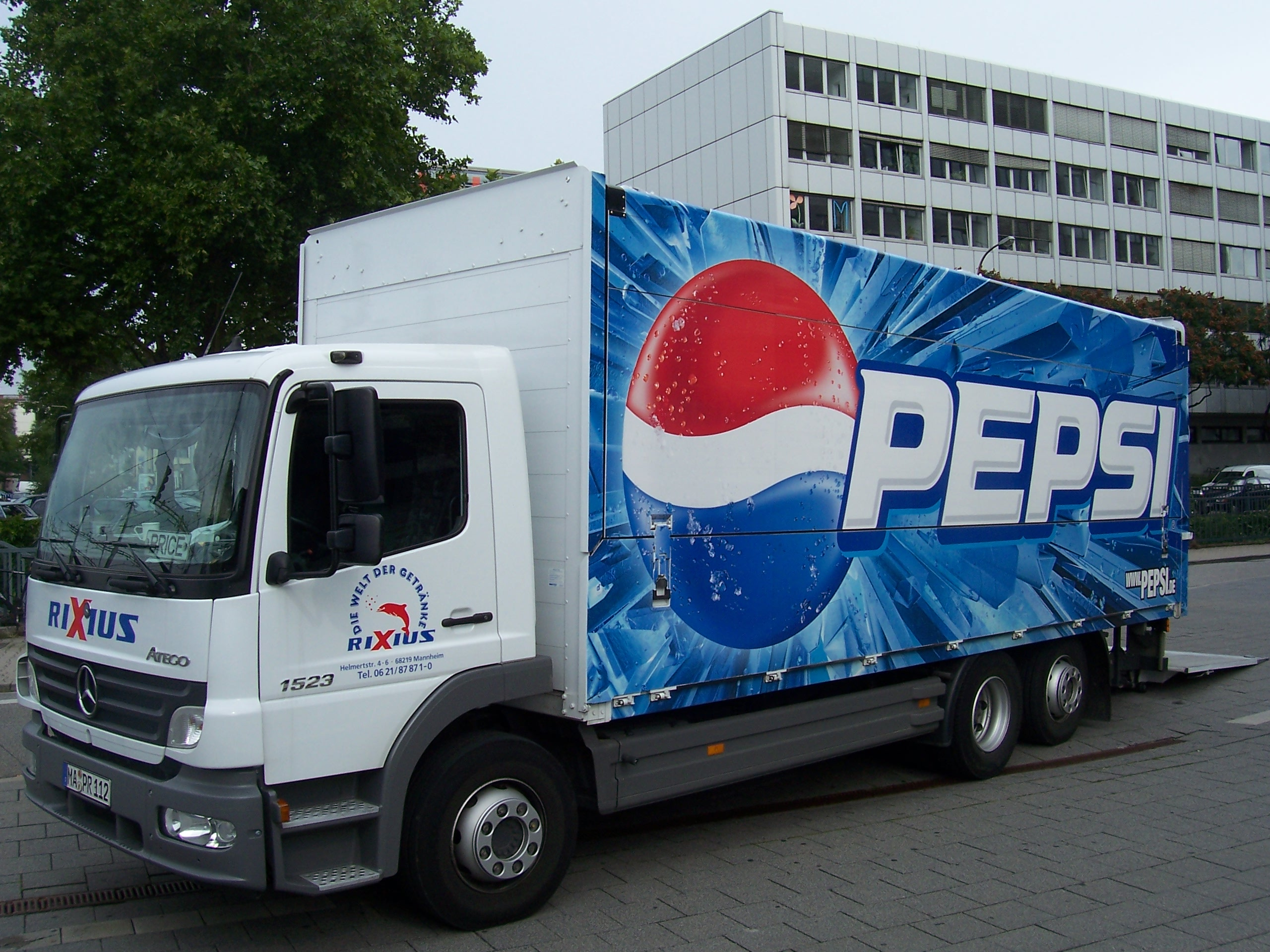
De achterste as van deze Mercedes Atego is een meesturende sleepas

Een sleepas of naloopas is een niet aangedreven achteras van een vrachtauto of autobus.
Een sleepas wordt gebruikt om enerzijds het laadvermogen te vergroten, maar anderzijds het wringen in bochten van twee achterassen zo veel mogelijk te beperken. Dit gebeurt door de as bij onvolledige belading middels een bogie-lift van de grond te tillen of door de as meesturend uit te voeren. Bij een niet sturende as wordt gesproken over een sleepas, bij een meesturende as wordt gesproken over een voor- of naloopas. Bevindt de as zich voor de aangedreven as dan is het een voorloopas, bevindt de as zich nà de aangedreven as dan spreekt men over een naloopas.
In beide gevallen zal deze sleepas meestal in enkellucht uitgevoerd worden. Dit is nodig om plaats te maken voor het hefsysteem of om de nodige stuuruitslag te verkrijgen.